# Heure normale des Philippines

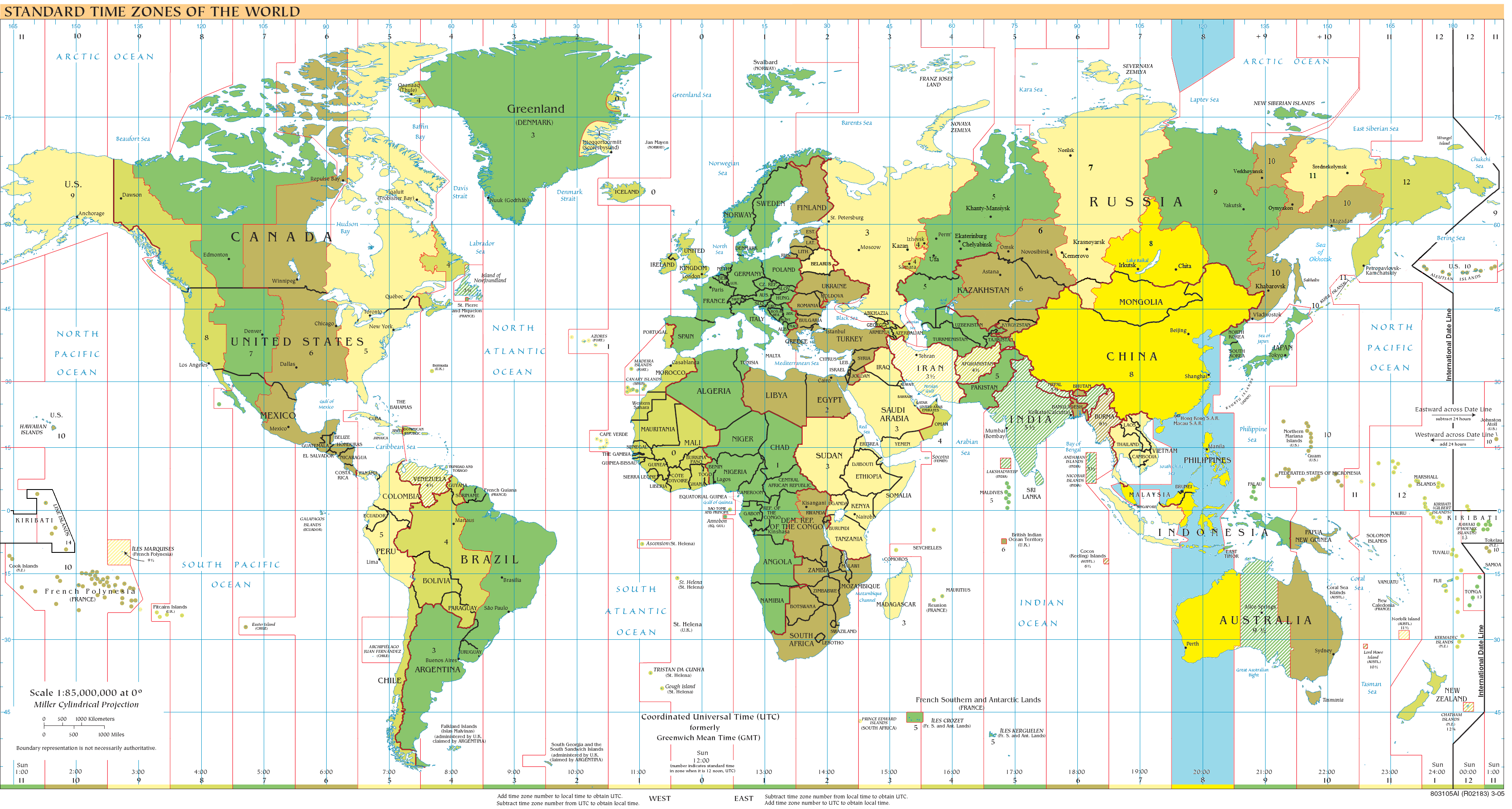
Les pays qui utilisent UTC + 08:00 sont en jaune.

L'heure normale des Philippines (philippin : Pamantayang Oras ng Pilipinas, abrégé PST ou PhST), également connu sous le nom de Philippine Time (PHT), est le nom officiel de l'heure aux Philippines. Le pays n'utilise qu'un seul fuseau horaire (UTC + 08:00) et pendant une courte période, il a également utilisé l'heure d'été.
Geographiquement, les Philippines se trouvent entre 116°40′ et 126°34′ à l'est du Meridien d'origine, et physiquement dans le fuseaux horaire UTC+08:00. L'heure normale des Philippines et gérée par la Philippine Atmospheric, Geophysical and Astronomical Services Administration (PAGASA). Les Philippines partagent le même fuseau horaires avec la Chine, Taïwan, Hong Kong, Macao, Malaisie, Singapour, l'Australie-Occidentale, Brunei, Irkoutsk, l'Indonésie et la majeure partie de la Mongolie.
L'heure standard des Philippines a été instituée par le Batas Pambansa Blg. 8 (qui définissait le système métrique), approuvé le 2 décembre 1978 et mis en œuvre le 1er janvier 1983. Les Philippines sont l'un des rares pays à utiliser officiellement et presque exclusivement l'horloge de 12 heures dans des situations non militaires.
De 1521 à 1844, les Philippines avaient la même date que le Mexique soit un jour de retard, car il s'agissait d'une colonie espagnole approvisionnée et contrôlée via le Mexique jusqu'à l'indépendance du Mexique dans les années 1820. Le lundi 30 décembre 1844 fut immédiatement suivi du mercredi 1er janvier 1845, qui ajouta 1 jour ou 24 heures à l'heure locale. Cela a eu pour conséquence que la ligne de changement de date a été déplacée de l'ouest des Philippines vers l'est du pays. À l'époque, l'heure moyenne locale était utilisée pour régler les horloges, ce qui signifie que chaque endroit utilisait sa propre heure locale en fonction de sa longitude, car l'heure était mesurée en observant localement le soleil.

## Heure des Philippines
| Période d'utilisation               | Décalage horaire par rapport à GMT                      | Nom de l'heure                 |
| ----------------------------------- | ------------------------------------------------------- | ------------------------------ |
| avant le 30 décembre 1844           | UTC − 15:56 (à Manille)                                 | heure moyenne locale           |
| avant le 30 décembre 1844           | UTC − 16:02 (à Balabac, l'île la plus à l'ouest)        | heure moyenne locale           |
| avant le 30 décembre 1844           | UTC − 15:33 (à Davao oriental, la zone la plus à l'est) | heure moyenne locale           |
| 1er janvier 1845 - 10 mai 1899      | UTC + 08:04 (à Manille)                                 | heure moyenne locale           |
| 1er janvier 1845 - 10 mai 1899      | UTC + 07:58 (à Balabac, l'île la plus à l'ouest)        | heure moyenne locale           |
| 1er janvier 1845 - 10 mai 1899      | UTC + 08:27 (à Davao Oriental, la zone la plus à l'est) | heure moyenne locale           |
| 11 mai 1899 - 31 octobre 1936       | UTC + 08:00                                             | Heure standard des Philippines |
| 1er novembre 1936 - 31 janvier 1937 | UTC + 09:00                                             | Heure d'été des Philippines    |
| 1er février 1937 - 30 avril 1942    | UTC + 08:00                                             | Heure standard des Philippines |
| 1er mai 1942 - 31 octobre 1944      | UTC + 09:00                                             | Heure normale de Tokyo         |
| 1 novembre 1944 - 11 avril 1954     | UTC + 08:00                                             | Heure standard des Philippines |
| 12 avril 1954 - 30 juin 1954        | UTC + 09:00                                             | Heure d'été des Philippines    |
| 1er juillet 1954 - 21 mars 1978     | UTC + 08:00                                             | Heure standard des Philippines |
| 22 mars 1978-20 septembre 1978      | UTC + 09:00                                             | Heure d'été des Philippines    |
| 21 septembre 1978-20 mai 1990       | UTC + 08:00                                             | Heure standard des Philippines |
| 21 mai 1990-28 juillet 1990         | UTC + 09:00                                             | Heure d'été des Philippines    |
| 29 juillet 1990 - présent           | UTC + 08:00                                             | Heure standard des Philippines |